# Abia de las Torres
Abia de las Torres es un municipio y localidad española de la provincia de Palencia, en la comunidad autónoma de Castilla y León. Se encuentra en la comarca de Tierra de Campos y cuenta con una población de 170 habitantes (INE 2024).

## Geografía
La localidad se encuentra al final del valle del río Valdavia, a 5 kilómetros al oeste de la localidad de Osorno. Se accede a través de la carretera P-245, que conecta esta última localidad con Villasarracino.
El término confina, al bastante alargado por el norte, con Villaprovedo y Espinosa de Villagonzalo al N, con Osorno la Mayor al este, con el término de Villadiezma al S, con Villaherreros al SO, con el término de Fuente-Andrino al O, y con Castrillo de Villavega y Villameriel al NO.

## Historia

### Orígenes
Abia de las Torres es una de las ciudades vacceas de la Tarraconense citadas por Ptolomeo en su Geografía con el nombre de Avia. El poblado de Avia estaba considerado como un oppidum de los vacceos, lo cual significa que o bien se trataba de la capital de una porción de territorio vacceo, o bien se trataba de un recinto amurallado en torno al cerro del castillo e inmediaciones. Para Avia se aplicaría más la segunda definición.

### Vía y mansión romana en Abia

Trascripción de la lápida de Licirno conservada en la iglesia de la Asunción

En época romana existió una vía (conocida como Vía 16.15) que unía Abia de las Torres con Saldaña. A ella hacen referencia documentos medievales y su trazado sería: Abia-Bahillo-Gozón de Ucieza-Villaproviano-Saldaña. Esto en el supuesto de que la Ambinon del Ravennate se correspondiera con el oppidum vacceo de Avia. Los profesores José María Solana Sainz y Tomás Mañanes defienden esta última posibilidad, frente al profesor Luis Javier Balamaseda, partidario de diferenciar el oppidum vacceo de Avia de una mansio cercana llamada Ambinon.
Esta mansio según el Ravennate se encontraría entre Pisoraca (Herrera de Pisuerga) y Lacóbriga (Carrión de los Condes). 
Son abundantes los hallazgos encontrados a lo largo del pueblo que así lo atestiguan. De esta población romana, o de sus ruinas, se extrajo tal vez el fragmento de lápida sepulcral que hoy se ve incrustado en el pórtico de la iglesia parroquial de la villa, que fue construido en 1776. Francisco Simón y Nieto lo describe como una lápida de 40 cm de alto por 25 cm de ancho y letras altas de 35 mm en esta lápida se puede leer: .....Li[cirnus?] genero pientissimo, militi immuni...... Que se puede traducir como: .....Licirno á su yerno piadosísimo, soldado exento......
A este hallazgo hay que sumar fondos de cabañas encontrados en las obras del frontón, y sobre todo el horno alto romano descubierto en la zona baja del pueblo.

### Edad Media
Ya en el siglo XII Alfonso VII otorgaría un fuero a Abia igualando a todos los habitantes: castellanos, francos, moros y judíos. Era gobernada por entonces la villa de Abia por el Conde Gómez de la casa de los Lara, cuyo linaje dispuso de señorío a lo largo de seis siglos, tal y como señala su escudo municipal y los escudos en la fachada de la casa que fue de los Marqueses de Aguilar de Campoo, ya que aquí nació el V marqués de Aguilar y el VIII conde de Castañeda llamado Bernardo Manrique de Lara.
En el siglo XIII, en 1280, la reina Urraca fundó el que hoy se conoce como el convento o monasterio de Santa María de los Barrios de Abia, sede de unas monjas bernardas que dependían de las Huelgas de Burgos.

### Edad Moderna
A la caída del Antiguo Régimen la localidad se constituye en municipio constitucional denominado entonces Aviñate, en el partido de Carrión de los Condes, que en el censo de 1842 contaba con 107 hogares y 556 vecinos.
En 1885, Abia de las Torres era cabeza de arciprestazgo. Podían verse los escasos restos de un castillo del Marqués de Montealegre.

## Geografía humana

### Demografía
Cuenta con una población de 170 habitantes (INE 2024).

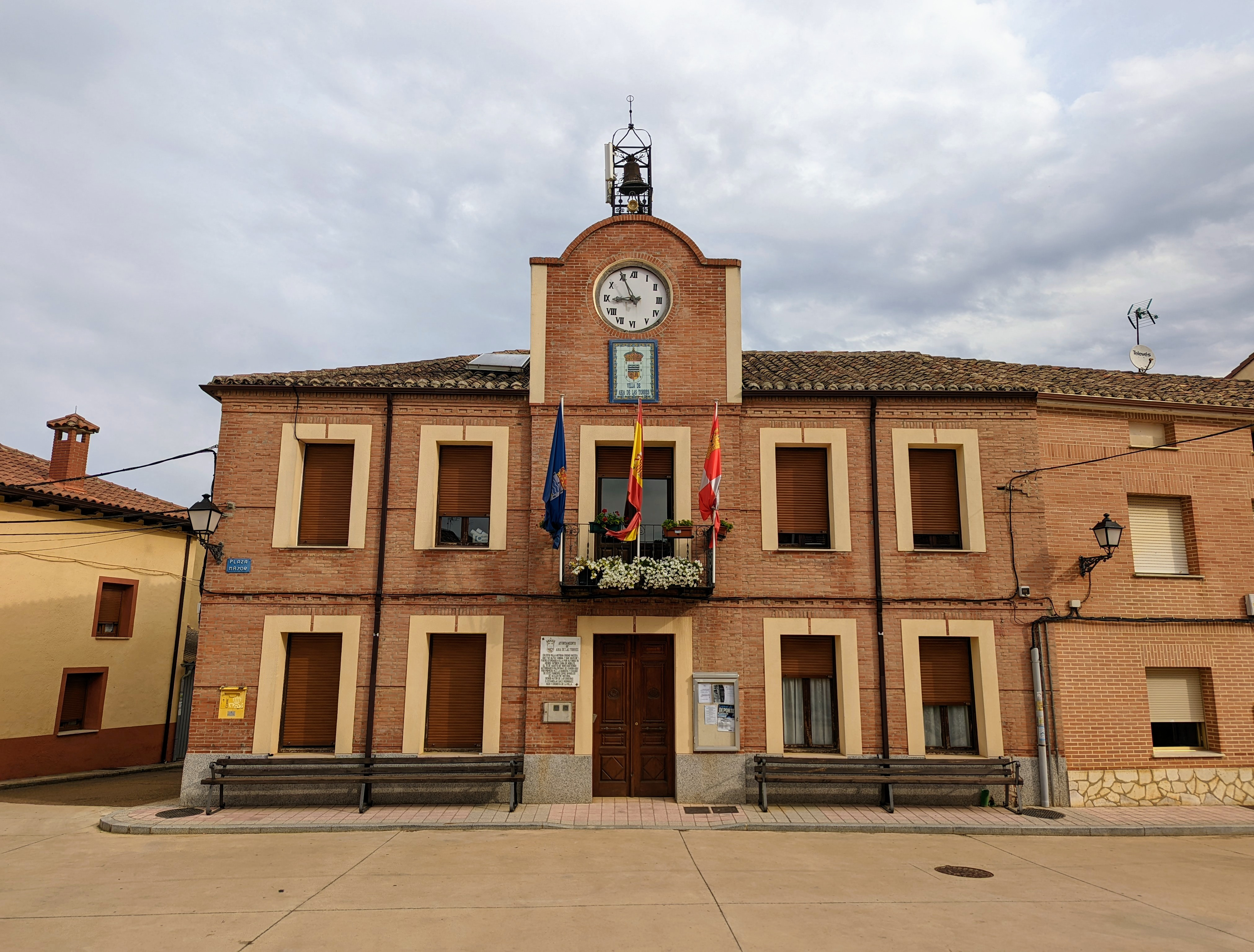
Casa consistorial

| Gráfica de evolución demográfica de Abia de las Torres entre 1842 y 2021                                              |
| |
| Población de derecho según los censos de población del INE. Población de hecho según los censos de población del INE. |

## Patrimonio

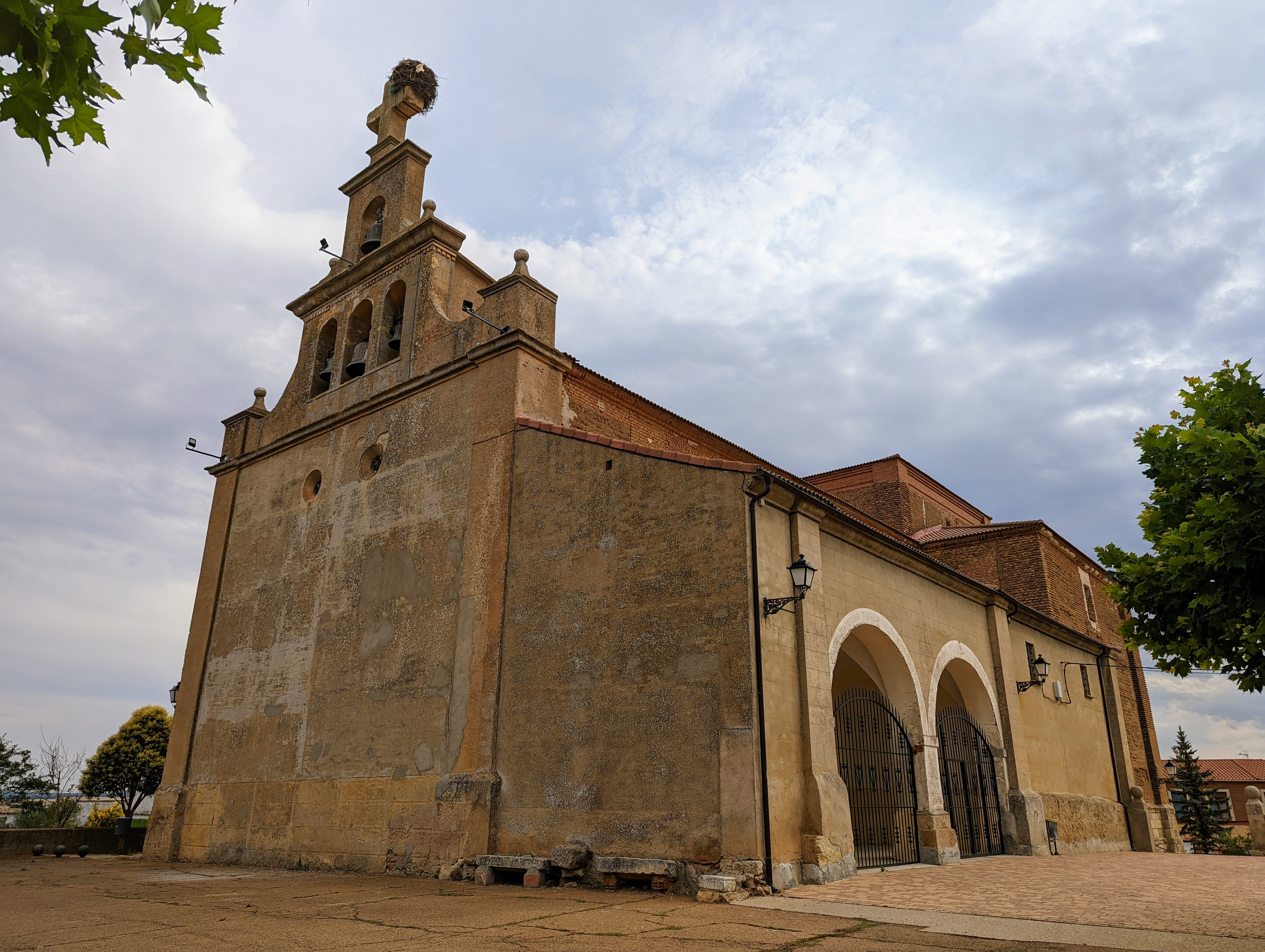
Iglesia de Nuestra Señora de la Asunción

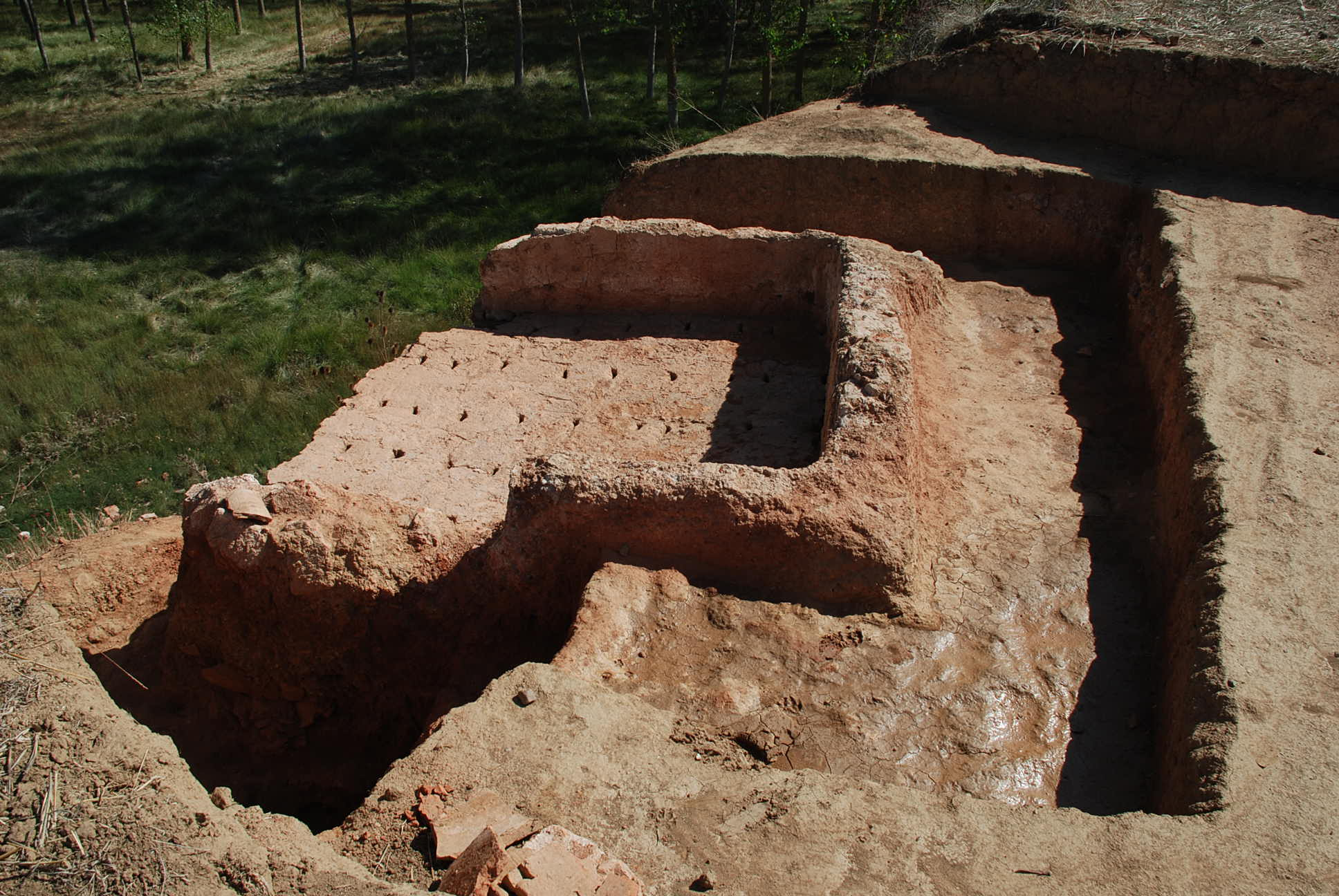
Restos del horno romano encontrado en Abia de las Torres. Octubre de 2009

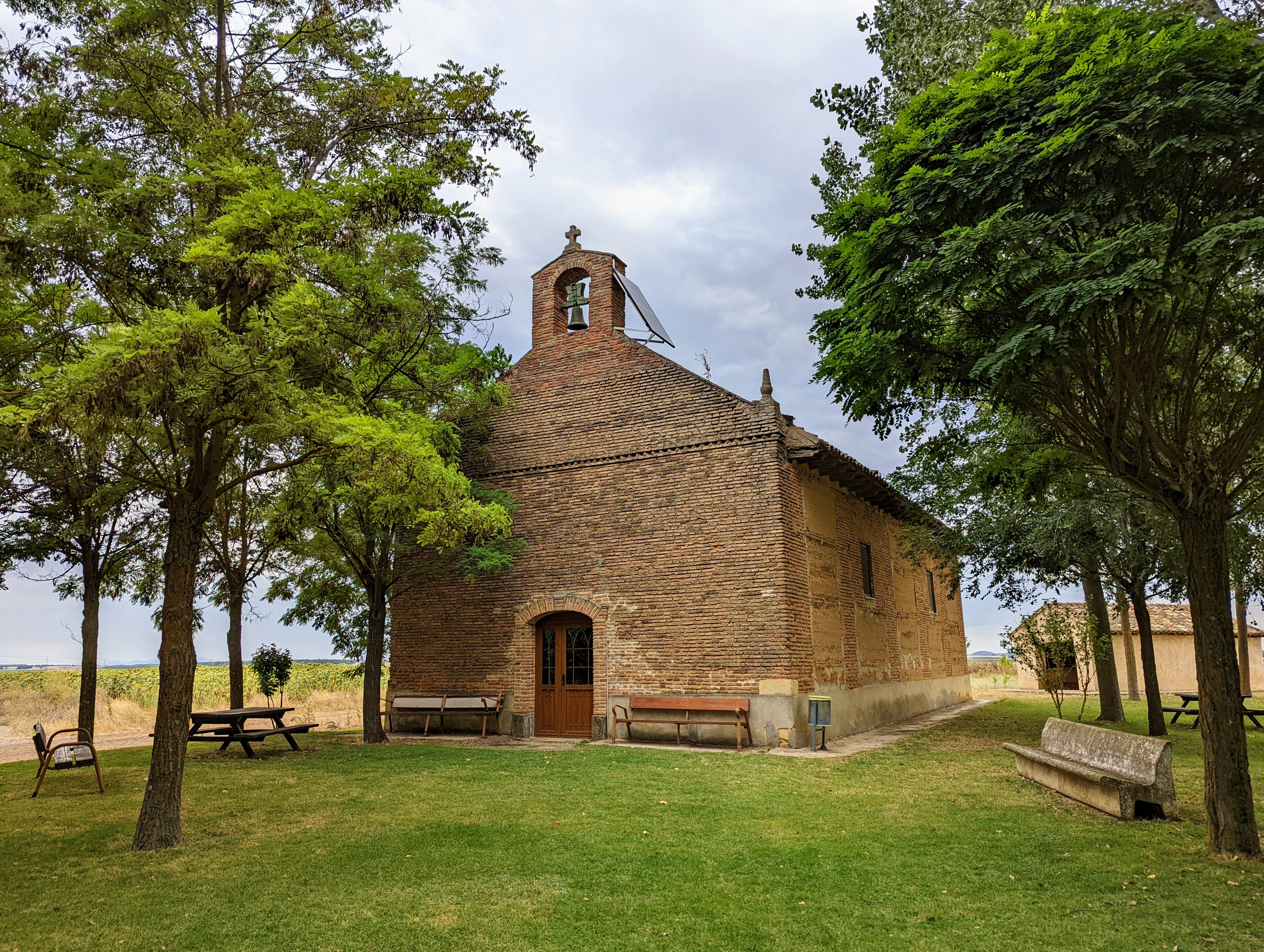
Ermita de Nuestra Señora de Barruelo

- Iglesia de Nuestra Señora de la Asunción: edificio del siglo XV, fue reconstruido en el siglo XVIII conservándose una torre llamada la Pulida, que servía de referencia para el pastoreo, y un siglo después se reformó de nuevo desapareciendo la torre medieval, erigiéndose una nueva. Hoy se puede contemplar una nave de bóveda de crucero en forma de cruz latina, con torre de espadaña y planta rectangular. En su interior, en la nave del Evangelio, está colocada la pila bautismal románica que antes estaba a los pies de la iglesia. Es de buen tamaño, troncocónica de 120 cm de diámetro por 86 de altura. Toda la copa va trabajada con relieves que se descomponen en tres escenas: Pantocrátor envuelto por la consabida almendra y rodeado de los símbolos - alados - de los evangelistas; el bautismo de Cristo compuesto por varias figuras: tres ángeles vestidos, de pie que llevan en sus manos los lienzos y un libro; San Juan sosteniendo el jarro que vierte sobre la cabeza de Cristo que en actitud sumisa - medio cuerpo sumergido en el Jordán - recibe el sacramento; y, lo que es muy raro en las representaciones románicas del bautismo del salvador, la figura de la Virgen que asiste al acto. La última escena de la pila recoge el detalle de un gran dragón alado, y al parecer sumiso, bajo el emblema simbólico de Cristo, la cruz. No hay más motivos decorativos, ni impostas vegetales bajo el borde, ni parecidos adornos en la base. En cuanto a cronología, señalar que los rasgos bien determinados de las figuras y pliegues nos llevan a un momento ya plenamente gótico (siglo XIII avanzado, al menos) aunque con un tipo iconográfico y formal muy románico todavía.

- Horno romano altoimperial: excavado en octubre de 2009. Se trata de los restos de un antiguo horno romano situado en la zona industrial de la antigua Ambinon. Este horno volvió a ser tapado tras su estudio por los técnicos de la Junta de Castilla y León. En sus alrededores se encontraron abundantes restos de Terra sigillata hispanica que permiten fecharlo en torno al siglo II d. C..
- Bodegas tradicionales: construcciones subterráneas que horadan la base del cerro del castillo. Habitualmente se articulan en torno a una parte superior que era usada como lagar, pero que acostumbra a estar acondicionada como merendero y una galería descendente que se introduce en la tierra. En esta galería, de longitud variable, conduce a una estancia subterránea donde se almacena el vino producido a temperatura constante.
- Ermita de Nuestra Señora de Barruelo: en los márgenes del río Valdavia. Su interior está decorado con pinturas murales, recordando aquel nombre se refiere a la antigua puebla que existió en este paraje.